# المدرسة الإحسانية
المدرسة الإحسانية إحدى المدارس القديمة في المدينة المنورة.

## التاريخ
بنيت المدرسة في عام 1275 هـ الموافق 1858م على يد الشيخ مصطفى بن محمد، في شرق المسجد النبوي الشريف في منطقة حارة الأغوات، وقد تولت تدريس القرآن الكريم واللغة العربية ومبادئ علم الصرف والعروض والعلوم والحساب. وقد أدخل موقع المدرسة اليوم في مشروع توسعة وعمارة المسجد النبوي الشريف.

## وصلات خارجية
- صورة اللوحة التذكارية لمبنى المدرسة الإحسانية